# Herbert Friedman
 (février 2021).
Si vous disposez d'ouvrages ou d'articles de référence ou si vous connaissez des sites web de qualité traitant du thème abordé ici, merci de compléter l'article en donnant les références utiles à sa vérifiabilité et en les liant à la section « Notes et références ».
Pour les articles homonymes, voir Friedman.
Herbert Friedman (21 juin 1916 – 6 septembre 2000) est un pionnier américain dans l'utilisation des fusées-sondes pour la physique solaire, l'aéronomie et l'astronomie. Il fut aussi député et un défenseur des sciences.

## Biographie
Herbert Friedman est né le 21 juin 1916 à Brooklyn (États-Unis), second des trois enfants de Samuel et Rebecca Friedman. Son père était un juif orthodoxe qui s'installa à New York venant d'Evansville dans l'Indiana, puis ouvrit avec succès une boutique d'encadrement de tableaux sur East Ninth Street à Manhattan. La mère de Friedman était née en Europe de l'Est. Friedman grandit avec l'idée d'une carrière artistique et gagna de l'argent de poche lorsqu'il était jeune homme avec la vente de ses croquis. Il entra au Brooklyn College en 1932 dans une filière artistique, mais il en sortit avec un diplôme de physique. Il fut influencé par son premier professeur de physique, le Dr Bernhard Kurrelmeyer, qui l'aida plus tard à obtenir une bourse à l'université Johns-Hopkins.
Ses contributions à la science inclurent des participations au General Advisory Committee de la commission de l'énergie atomique des États-Unis durant la présidence de Lyndon Johnson, au President's Science Advisory Committee (Conseil scientifique du Président) sous Nixon, et aux Space Science and Governing boards de la National Academy of Sciences.
Friedman mourut d'un cancer dans sa maison à Arlington en Virginie en septembre 2000, à l'âge de 84 ans.

## Distinctions et récompenses
- Médaille Eddington de la Royal Astronomical Society en 1964
- National Medal of Science en 1968
- Médaille William-Bowie de l'Union américaine de géophysique en 1981
- Henry Norris Russell Lectureship de l'Union américaine d'astronomie en 1983
- Prix Wolf de physique en 1987
- Membre de l'Académie nationale des sciences en 1960
- Membre de la Société américaine de philosophie en 1964